# المهاند (المضاربة والعارة)

تعديل مصدري - تعديل

المهاند هي إحدى قرى عزلة العارة بمديرية المضاربة والعارة التابعة لمحافظة لحج، بلغ تعداد سكانها 157 نسمة حسب تعداد اليمن لعام 2004.